# Druhanov
Druhanov (en allemand : Druhanow) est une commune du district de Havlíčkův Brod, dans la région de Vysočina, en République tchèque. Sa population s'élevait à 164 habitants en 2020.

## Géographie
Druhanov se trouve à 4 km au nord de Světlá nad Sázavou, à 10 km au nord-ouest de Havlíčkův Brod, à 36 km au nord-nord-ouest de Jihlava et à 82 km à l'est-sud-est de Prague.
La commune est limitée par Světlá nad Sázavou au sud-est, au sud, à l'ouest et au nord, et par Kunemil à l'est.

## Histoire
La première mention écrite de la localité date de 1362.